# Причепа вузлувата
{{#ifeq:0|0|{{#if:|{{#if:Torilisnodosa|[[]}}|}}}}
Приче́па вузлува́та, ториліс вузлува́тий (Torilis nodosa) — однорічна або дворічна рослина родини окружкових.

## Опис
Однорічна або дворічна трав'яниста рослина заввишки 15—50 сантиметрів. Стебло прямовисне чи сланке, зазвичай гіллясте. Листки перисторозсічені. Суцвіття — щільний зонтик. Кожна квітка має п'ять пелюсток, які рівні за розміром і білі з рожевим або червонуватим відтінком. Період цвітіння з квітня по вересень. Плоди з 2,2 до 4,5 мм, еліпсоїдо- або яйцеподібні, покриті довгими колючками.

## Поширення
Північна Африка: Алжир; Єгипет; Лівія; Марокко; Туніс. Азія: Афганістан; Кіпр; Іран; Ірак; Ізраїль; Йорданія; Ліван; Сирія; Туреччина; Таджикистан; Туркменістан; Узбекистан; Пакистан. Кавказ: Вірменія; Азербайджан; Грузія; Росія — Дагестан. Європа: Ірландія; Об'єднане Королівство; Бельгія; Нідерланди; Україна [вкл. Крим]; Албанія; Болгарія; Хорватія; Греція [вкл. Крит]; Італія [вкл. Сардинія, Сицилія]; Чорногорія; Румунія; Сербія; Словенія; Франція [вкл. Корсика]; Португалія; Гібралтар; Іспанія [вкл. Балеарські острови, Канарські острови]. Натуралізований в деяких інших країнах. Росте на узбіччях доріг і полів; 0-1300 м.

## Галерея

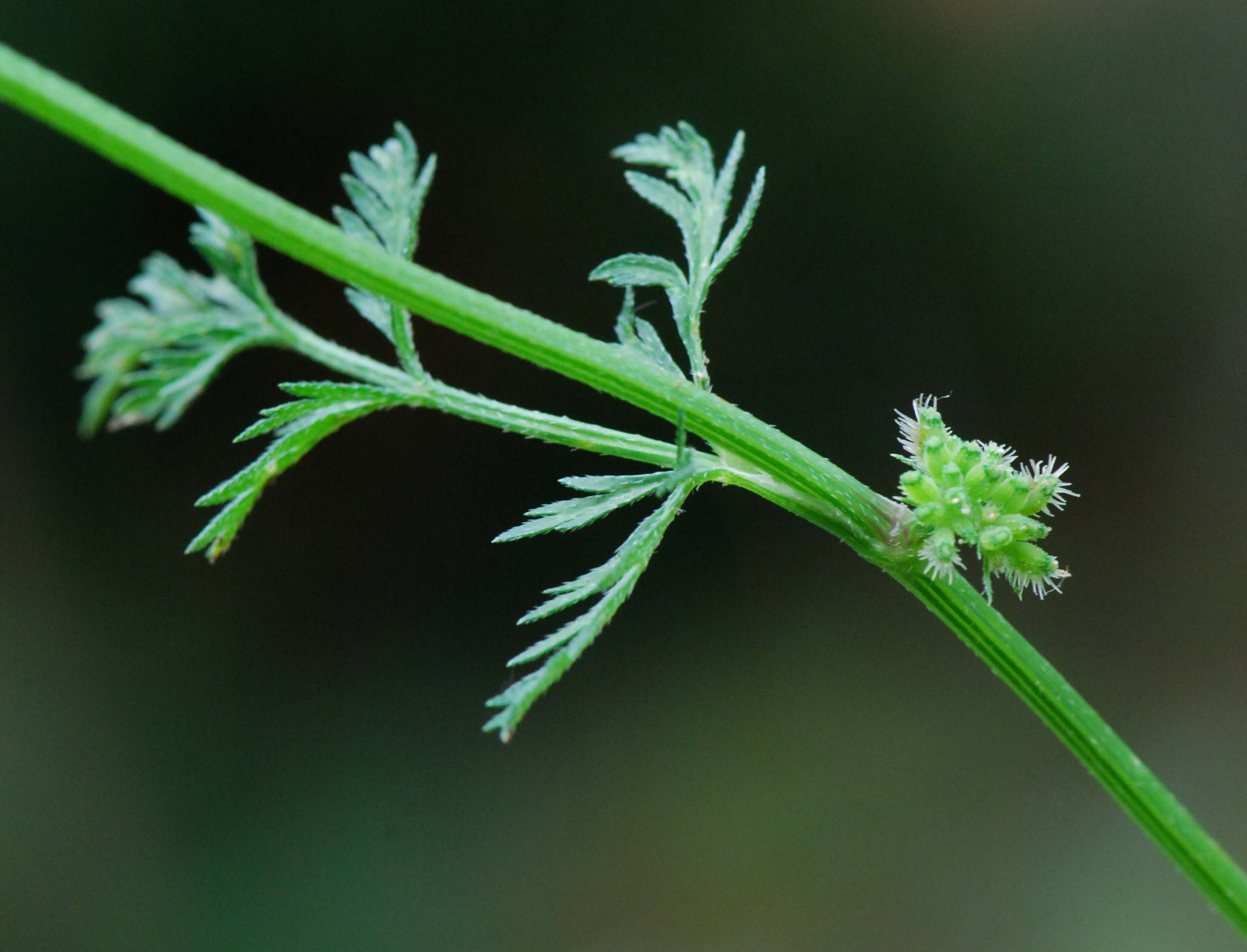
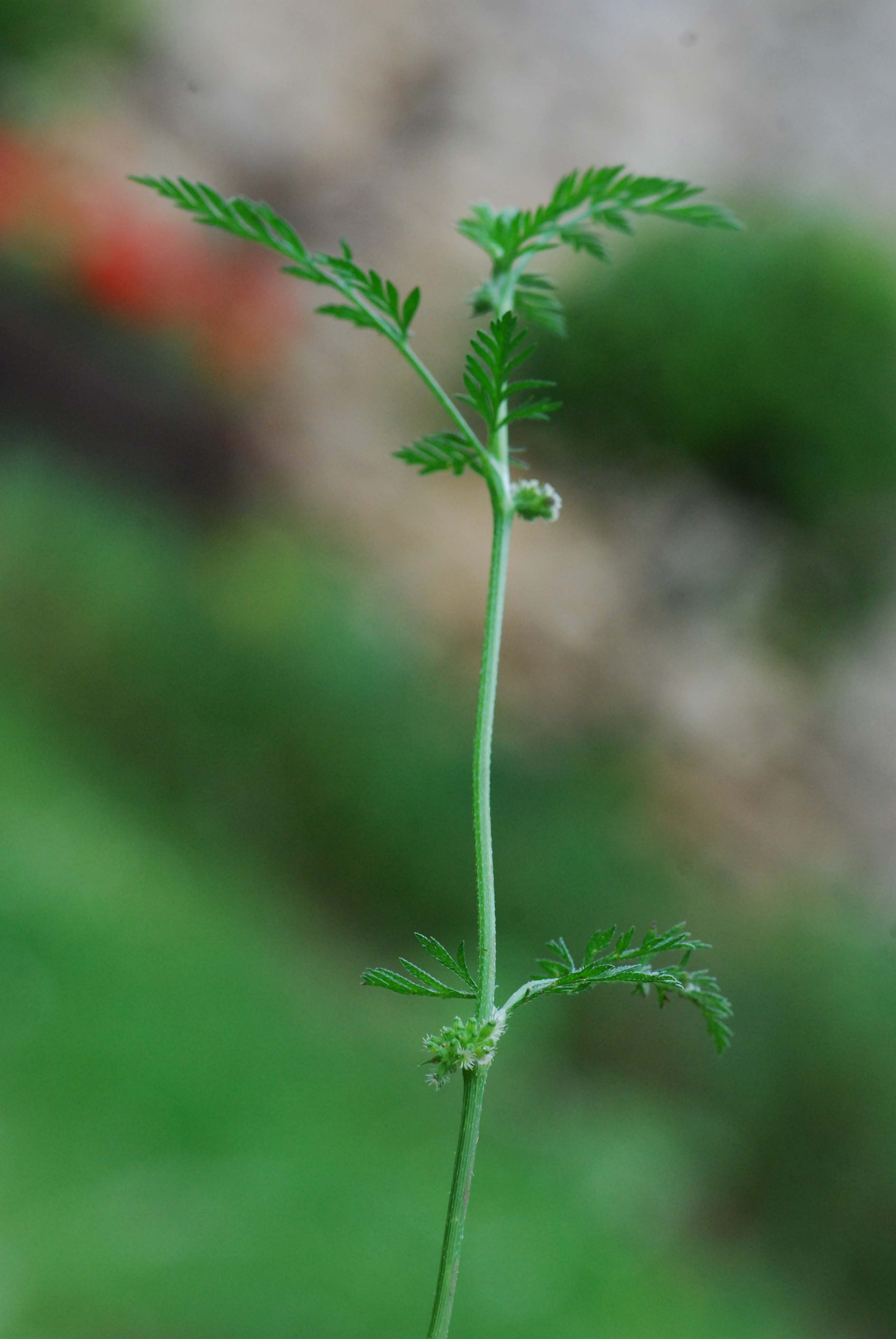
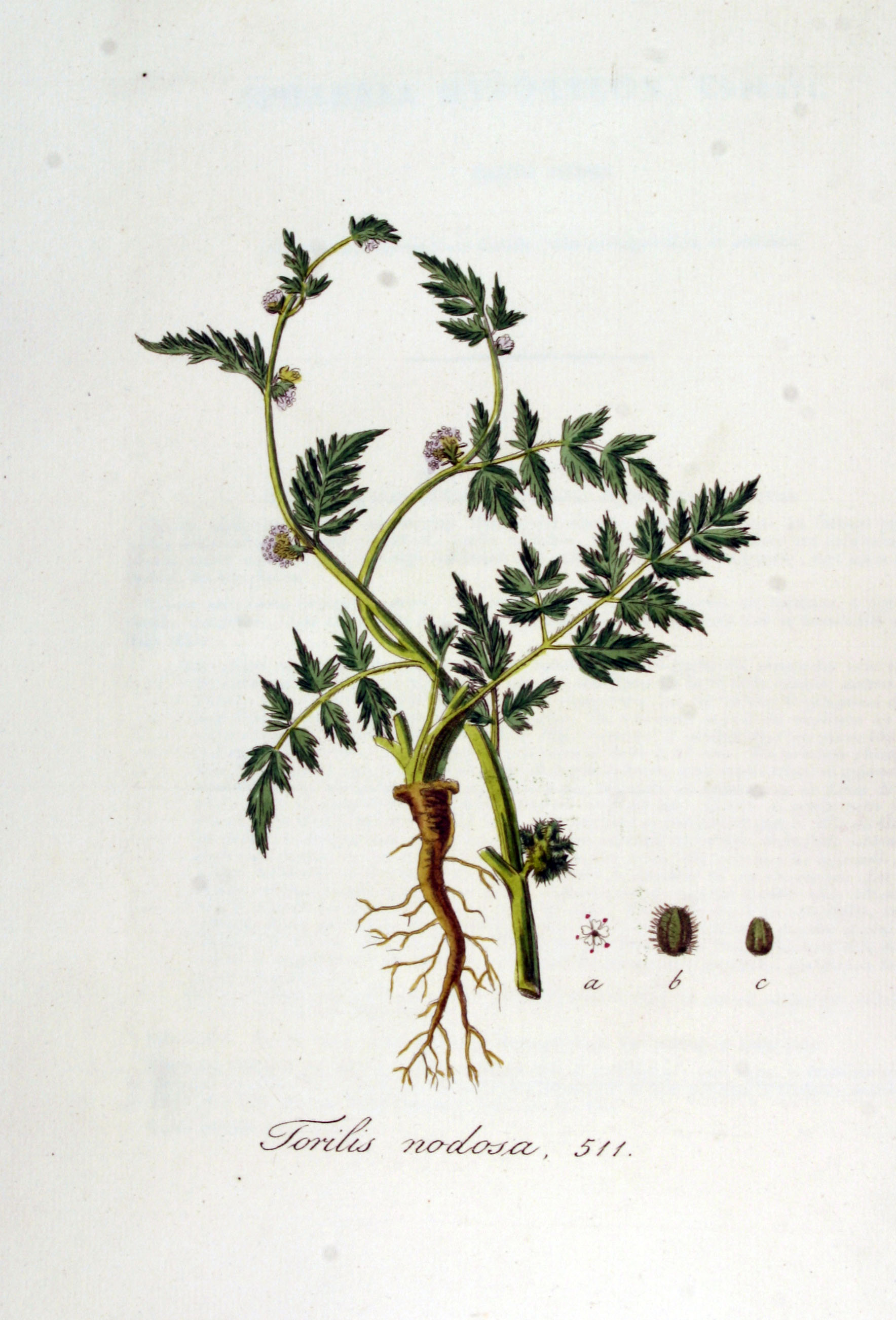